# Dogos XV
Dogos XV es un equipo profesional de rugby con sede en Córdoba Athletic, ciudad de Córdoba, en Argentina, y que compite en el Super Rugby Americas, máximo y nuevo formato de competición de franquicias de América.

## Historia
La franquicia cuenta como antecedente a Ceibos, una franquicia que participó en el primer torneo profesional de rugby de Sudamérica. Mencionado equipo posteriormente fue excluido del torneo debido a dificultades económicas derivadas de la pandemia de COVID-19.
El equipo nace de la necesidad de la Unión Argentina de Rugby de contar con una nueva franquicia para el torneo profesional Super Rugby Americas.
Su primer partido fue un encuentro amistoso frente a Pampas en febrero de 2023 logrando un triunfo por 38 a 35.
El día 9 de junio de 2023 disputó su primera final en el Super Rugby Americas perdiendo por un marcador de 17 a 23 frente a Peñarol de Uruguay, de esta manera Dogos XV se consagró como Subcampeón del Super Rugby Américas 2023.
La franquicia de Córdoba ganó su primer título al ganar la final por 37-23 el 15 de junio de 2024 en la 2da edición al vencer a Pampas XV en Buenos Aires.

## Palmarés
- Super Rugby Américas 2024
- Subcampeón Super Rugby Américas 2023, 2025

## Plantel actual
- Plantel para el Super Rugby Américas 2025.

En negrita los jugadores internacionales
| Nac.                 | Jugador                   | Edad    | Posición      | Ult. Equipo                |
| -------------------- | ------------------------- | ------- | ------------- | -------------------------- |
| Primera Linea        |                           |         |               |                            |
| Bandera de Argentina | Santiago Pulella          |         | Pilar         | Jockey Club de Córdoba     |
| Bandera de Argentina | Octavio Barbatti          |         | Pilar         | Jockey Club de Córdoba     |
| Bandera de Argentina | Pedro Delgado             |         | Pilar         | Old Lions RC               |
| Bandera de Argentina | Octavio Filippa           |         | Pilar         | Jockey Club de Córdoba     |
| Bandera de Argentina | Nicolás Revol Pitt        |         | Pilar         |                            |
| Bandera de Argentina | Juan Greising Revol       |         | Hooker        | Club La Tablada            |
| Bandera de Argentina | Boris Wenger              |         | Hooker        | Jockey Club de Villa María |
| Bandera de Argentina | Leonel Oviedo             |         | Hooker        | Peñarol Rugby              |
| Bandera de Argentina | Conrado Iglesias          |         | Hooker        |                            |
| Segunda Linea        |                           |         |               |                            |
| Bandera de Argentina | Lorenzo Colidio           |         | Segunda Linea | Duendes Rugby Club         |
| Bandera de Argentina | Lautaro Simes             |         | Segunda Linea | Tala Rugby Club            |
| Bandera de Argentina | Felipe Villagrán          |         | Segunda Linea | Estudiantes de Paraná      |
| Bandera de Argentina | Federico Albrisi          |         | Segunda Linea | Selknam Rugby              |
| Tercera Linea        |                           |         |               |                            |
| Bandera de Argentina | Aitor Bildosola           |         | Ala           | Los Tordos                 |
| Bandera de Argentina | Ignacio Gandini           |         | Ala           | Duendes Rugby Club         |
| Bandera de Argentina | Valentín Cabral           |         | Ala           | Córdoba Athletic Club      |
| Bandera de Argentina | Juan Cruz Caballero       |         | Ala           |                            |
| Bandera de Argentina | Lautaro González Zaradnik |         | Ala           |                            |
| Bandera de Argentina | Genaro Fissore            |         | Octavo        |                            |
| Medios               |                           |         |               |                            |
| Bandera de Argentina | Juan Lovell               |         | Medio scrum   |                            |
| Bandera de Argentina | Agustín Moyano            |         | Medio scrum   | Córdoba Athletic Club      |
| Bandera de Argentina | Juan Bautista Baronio     |         | Apertura      | Jockey Club de Rosario     |
| Bandera de Argentina | Julián Hernández          |         | Apertura      | Marista Rugby Club         |
| Centros              |                           |         |               |                            |
| Bandera de Argentina | Tomás Bocco               |         | Centro        | Córdoba Athletic Club      |
| Bandera de Argentina | Felipe Mallía             |         | Centro        | Jockey Club de Córdoba     |
| Bandera de Argentina | Leonardo Gea Salim        |         | Centro        | Universitario de Salta     |
| Bandera de Argentina | Faustino Sánchez Valarolo |         | Centro        | Palermo Bajo               |
| Bandera de Argentina | Agustín Segura            | 27 años | Centro        | Universitario de Salta     |
| Wings-Fullbacks      |                           |         |               |                            |
| Bandera de Argentina | Lautaro Cipriani          |         | Wing          | Club Tilcara               |
| Bandera de Argentina | Franco Rossetto           |         | Wing          | Estudiantes de Paraná      |
| Bandera de Argentina | Ernesto Giúdice           |         | Wing          | Mendoza Rugby Club         |
| Bandera de Argentina | Valentin Soler            |         | Wing          | Tala Rugby Club            |
| Bandera de Argentina | Mateo Fauda               |         | Wing          |                            |
| Bandera de Argentina | Mateo Soler               |         | Fullback      | Tala Rugby Club            |
| Bandera de Argentina | Gastón Revol              |         | Fullback      | Club La Tablada            |
| Bandera de Argentina | Mateo Sánchez             |         | Fullback      |                            |
| HC: Nicolás Galatro  |                           |         |               |                            |